# Жозеп Борељ
Жозеп Борељ Фонтељес (шп. Josep Borrell Fontelles; Ла Побла де Сегур, 24. април 1947) шпански је и каталонски политичар. Био је председник Европског парламента од 20. јула 2004. до јануара 2007, када је предао дужност Хансу-Герту Петерингу. Као члан Социјалистичке партије Каталоније, која је у коалицији са Шпанском социјалистичком радничком партијом, посланик је у Европском парламенту и шеф посланичког клуба Партије европских социјалиста.
Познат је као снажан противник независности Каталоније. Током контра митинга присталица останка Каталоније у Шпанији, одржаном октобра 2017, је махао заставом Европске Уније коју је назвао "нашом заставом", и додао је да Каталонија није као Литванија, Косово или Алжир, јер није ни окупирана ни милитаризована територија.